# Finyè
Finyè (comercialitzada en francès com Le Vent) és una pel·lícula dramàtica maliana rodada en bambara del 1982 dirigida per Souleymane Cissé. Es va projectar a la secció Un Certain Regard al 35è Festival Internacional de Cinema de Canes.

## Argument
Una gran ciutat africana contemporània; una trobada: la de dos adolescents revoltats. Bâ és net d'un dels caps tradicionals de la regió. Batrou, és filla d'un dels representants del nou poder, el governador militar Sangaré, a qui s'enfrontaran...

## Repartiment
- Fousseyni Sissoko - Bah
- Goundo Guissé - Batrou
- Balla Moussa Keïta - El governador Sangaré
- Ismaila Sarr - L'avi de Bah
- Omou Diarra - El tercer cònjuge
- Ismaila Cissé - Seydou
- Massitan Ballo - mare de Bah
- Dioncounda Kone - L'àvia de Bah
- Yacouba Samabaly - El comissari de policia
- Dounamba Dany Coulibaly - La dona Peul
- Oumou Koné

## Premis
- Tanit d'or al Festival de Cinema de Cartago 1982[2]
- Grand Prix, Étalon de Yennenga, Fespaco 1983